# 松平容詮
松平 容詮（まつだいら かたさだ）は、江戸時代中期の陸奥国会津藩の世嗣。官位は従四位下・侍従兼駿河守。

## 略歴
寛延3年（1750年）、松平容章（3代藩主・松平正容の九男）の長男として誕生。
5代藩主・容頌の養子となるが、家督を継ぐ前の天明5年（1785年）に死去。家督は長男・容住が容頌の死後に継いだ。

## 系譜
- 父：松平容章（1725-1786）
- 母：不詳
- 養父：松平容頌（1744-1805）
- 正室：頴（1766-1801） - 前田重教の次女
- 室：鈴木氏
  - 長男：松平容住（1779-1806）
- 生母不明の子女
  - 次男：松平容序（容将。1783-1800）